# 勞倫斯理工大學
勞倫斯理工大學（Lawrence Technological University），是一所位於美國密歇根州绍斯菲尔德的私立大學。學校原先是位於Highland Park，後來在1995年遷移至南田市。現今位於離大馬路10浬的山林中。學校可分為以建築、藝術、科學、工程、管理這幾個學院。
該大學是勞倫斯兄弟於1932年在Highland Park創建，並在1989年由勞倫斯理科技學院（Lawrence Institute of Technology）更名為現今的名字。2015年在《美國新聞與世界報道》將其排在“中西部地區大學”中的第54位。

## 外部連結
- 官方网站